# Reserva Natural de Muraste
A Reserva Natural de Muraste é uma reserva natural localizada no condado de Harju, na Estónia.
A área da reserva natural é de 141 hectares.
A área protegida foi fundada em 2005 para proteger valiosos tipos de habitat e espécies ameaçadas nas aldeias de Muraste e Suurupi (ambas na freguesia de Harku).